# Okręg Kajenna
Okręg Kajenna (fr. Arrondissement de Cayenne) – okręg w Gujanie Francuskiej. Według danych z 2022 roku  populacja wynosiła 182 640. Okręg został podzielony w 2022 roku wydzielając  Okręg Saint-Georges.

## Podział administracyjny
Od 2022 roku w skład okręgu wchodzą gminy:
- Kajenna
- Iracoubo
- Kourou
- Macouria
- Matoury
- Montsinéry-Tonnegrande
- Remire-Montjoly
- Roura
- Saint-Élie
- Sinnamary